# Шипочано
Шипо́чано (болг. Шипочано) — село в Кюстендильській області Болгарії. Входить до складу общини Кюстендил.

## Населення
За даними перепису населення 2011 року у селі проживали 102 особи, усі — болгари.
Розподіл населення за віком у 2011 році:
Динаміка населення: